# Mulkear
Mulkear, Mulcair (irl. An Mhaoilchearn) – rzeka w Irlandii, lewy dopływ największej rzeki Irlandii Shannon.
Swój bieg zaczyna w Górach Silvermine i po ok. 21,5 km wpływa do Shannon w okolicach Annacotty w hrabstwie Limerick. Najważniejszymi dopływami są rzeki: Dead, Bilboa i Newport. Wraz z dopływami dorzecze wynosi ok. 650 km² i rozciąga się zarówno w hrabstwie Limerick, jak i w Tipperary.
W rzece występują m.in. pstrąg i łosoś, i w okresie od marca do września jest ona miejscem wędkowania.